# Emilio López Navarro
Emilio López Navarro (nacido el 10 de mayo de 1986 en Guadalajara, Jalisco) es un futbolista mexicano que juega en las posiciones de interior izquierdo o delantero. Actualmente milita en Real Estelí de la Primera División de Nicaragua.
Surgió de las fuerzas básicas del Club Deportivo Guadalajara, debutó el 13 de agosto de 2005 ante el Atlante, juego que terminó 3-2 a favor del Rebaño. Jugó con el Club Deportivo Tapatío filial del Guadalajara en Primera división 'A' mexicana, y tuvo pequeñas actuaciones con el primer equipo como contra el Club Deportivo Toluca en el Torneo Apertura 2006 y contra el Club San Luis en el Clausura 2007.
Emilio fue prestado a principios de junio de 2007 a Dorados de Sinaloa para que tuviera más actividad y pueda destacar en el fútbol mexicano para luego ser cedido al Querétaro FC. En mayo de 2016, fue fichado por el campeón nacional de Nicaragua Real Estelí Futbol Club

## Clubes
| Club                       | País      | Año             |
| -------------------------- | --------- | --------------- |
| Club Deportivo Guadalajara | México    | 2005 - 2008     |
| Querétaro Fútbol Club      | México    | 2009 - 2015     |
| San Luis Fútbol Club       | México    | 2012 - 2013     |
| Tigres UANL                | México    | 2013            |
| Delfines Fútbol Club       | México    | 2014            |
| Veracruz                   | México    | 2016            |
| Real Estelí                | Nicaragua | 2016 - Presente |